# کارارا
شهر  کارارا (به ایتالیایی: Carrara) با جمعیت ۶۵٬۴۴۳ نفر  در ناحیه توسکانی در کشور ایتالیا واقع شد